# Foça
Foça ist eine Kleinstadt (Belediye) im gleichnamigen Ilçe (Landkreis) der Provinz Izmir in der türkischen Ägäisregion und gleichzeitig ein Stadtbezirk der 1984 gebildeten Büyükşehir belediyesi İzmir (Großstadtgemeinde/Metropolprovinz). Seit der Gebietsreform ab 2013 ist die Gemeinde flächen- und einwohnermäßig identisch mit dem Landkreis.
Foça liegt im Zentrum der Provinz und ist die Nachfolgesiedlung der antiken und mittelalterlichen griechischen Stadt Phokaia (altgriechisch Φώκαια), auch Phokäa (von der lateinischen Form Phocaea), galloitalisch Foggia. Phokaia lag auf der Halbinsel zwischen dem Golf von Elaia und dem von Smyrna. Sie war von Ioniern besiedelt, lag aber in der Aiolis. Die Stadt hatte einen Hafen, vor dem die kleine, mit Tempeln und Palästen besetzte Insel Bakchion lag.

## Verwaltung
Der Kreis (bzw. Kaza als Vorgänger) bestand bereits vor Gründung der Türkischen Republik 1923 in der Provinz (Vilâyet) Smyrna. Zur ersten Volkszählung 1927 hatte er eine Einwohnerschaft von 8.818 (auf 210 km²) in acht Dörfern, im Verwaltungssitz Fotchéteyne (damalige, an das französisch angelehnte Schreibweise) wohnten 3.827 Menschen.
(Bis) Ende 2012 bestand der Landkreis neben der Kreisstadt aus vier Dörfern (Köy), die während der Verwaltungsreform 2013/2014 in Mahalle (Stadtviertel/Ortsteile) überführt wurden, die zwölf Mahalle der Kreisstadt blieben unverändert erhalten. Durch die Herabstufung der Dörfer zu Mahalle stieg deren Anzahl auf 16. Ihnen steht ein Muhtar als oberster Beamter vor.
Ende 2020 lebten durchschnittlich 2.077 Menschen in jedem Mahalle, 7.783 Einw. im bevölkerungsreichsten (Atatürk Mah.).

## Geschichte

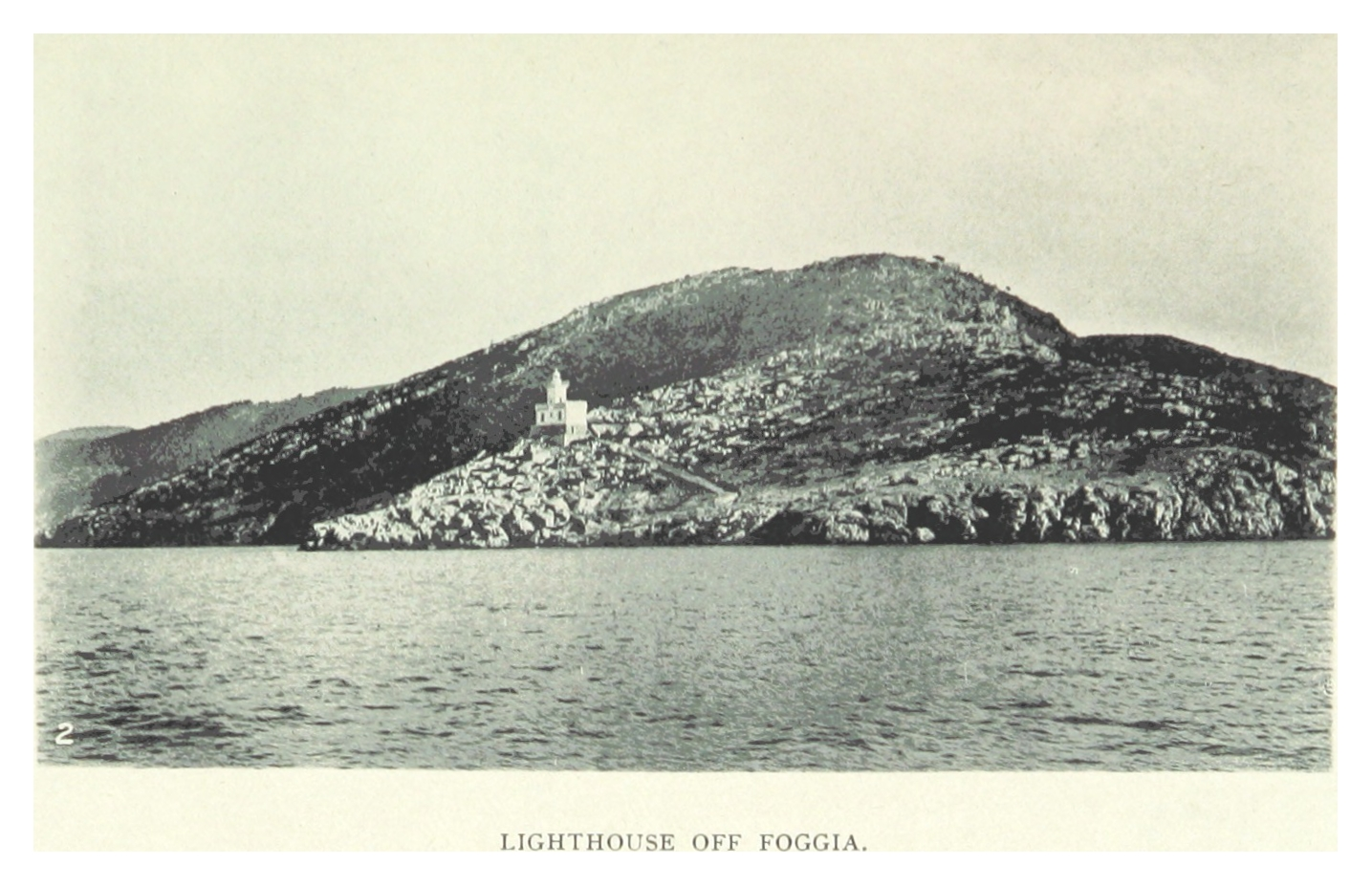
Leuchtturm, 1897

### Antike
Die Einwohner Phokaias unternahmen in archaischer Zeit Seereisen bis nach Spanien und gründeten Handelsstützpunkte. Unter Phokaias Kolonien sind Massilia (das heutige Marseille), Lampsakos und Elaia zu nennen. Als die Stadt von den Persern bedroht wurde, bot laut Herodot der tartessische König Arganthonios den Phokaiern an, in sein Reich umzusiedeln. Als diese dies ablehnten, sandte er ihnen große Mengen Gold für den Bau einer Wehrmauer gegen die Perser. Nachdem die Stadt von den Persern unter Harpagos um 545 v. Chr. bereits lange belagert war, eilten die Phokäer – so Herodot – in hoffnungsloser Lage heimlich auf ihre Schiffe und wanderten in die Kolonien aus, viele nach Korsika, in das 20 Jahre vorher gegründete Alalia (Aléria).
Später ergriff Phokaia für Antiochos III. von Syrien Partei und wurde deshalb von den Römern erobert.

### Mittelalter und Neuzeit
Phokaia war bis zum Ende der byzantinischen Zeit in Kleinasien im 14. Jahrhundert besiedelt. Zwischen 1264 und 1455 war die Stadt unter dem Namen Foggia eine genuesische Kolonie, zuletzt unter der Patrizierfamilie der Gattilusio.
Phokaia wurde den Genuesern um 1275 als byzantinisches Lehen zum Dank für ihre Unterstützung bei der Wiedervereinigung des byzantinischen Reichs nach dem 4. Kreuzzug übergeben. In der Folge war es ein wichtiger Handelshafen, vor allem dank der reichen Alaunvorkommen der Region. Die Alaunminen waren den Genueser Brüdern Benedetto und Manuele Zaccaria bereits 1267 zur Verfügung gestellt worden. Ein anderes bedeutendes byzantinisches Lehen an die Genuesen war die nahe Insel Lesbos, welche der Familie Gattilusio bei der Hochzeit von Francesco I. Gattilusio und Maria Palaiologina, der Schwester des byzantinischen Kaisers Johannes V. Palaiologos, im Jahr 1335 als Mitgift gegeben wurde. Der Besitz der Gattilusios wuchs im weiteren Verlauf um die Inseln Imbros, Samothrake, Lemnos und die Stadt Aenos. Von dieser Position aus waren sie stark in den Abbau und Vertrieb des Alaun involviert, welches für die Textilproduktion genutzt wurde und einen profitablen Rohstoff für die genuesischen Händler darstellte. In den Jahren um 1330 wurden die Genueser von Foggia den Beys von Saruhan tributpflichtig. Nach der Eroberung von Konstantinopel 1453, in deren Gefolge auch die wichtigste genuesische Kolonie in Galata unter osmanische Herrschaft geriet, verkaufte die Republik Genua mangels eigener Mittel zu Verteidigung ihre in Bedrängnis geratenen Besitzungen in der Levante an den Banco di San Giorgio, der aber die Besitzungen auch nicht gegen die Osmanen halten konnte. 1455 fiel Foggia, nun Foça, an die Osmanen und blieb von da an osmanisch. Das Griechentum Westkleinasiens war in den Wirren der türkisch-byzantinischen Grenzkriege durch Flucht, Vertreibung und Pest untergegangen. Erst in den Jahren der osmanischen Herrschaft, verstärkt seit dem 19. Jahrhundert (Zeit des Tanzimat), erfolgte von den Inseln eine griechische Wiederbesiedelung.
Die griechische Bevölkerung des Ortes wurde zwischen 1914 und 1922 vertrieben bzw. im Rahmen des Vertrages von Lausanne zwangsausgesiedelt. Heute wird die Stadt allgemein als Foça bezeichnet, offiziell unterscheidet man allerdings zwischen Eski Foça (Alt-Foça) und dem rund 20 km entfernt liegenden Yenifoça (Neu-Foça).
Abgesehen von zwei Felsgräbern in der Umgebung, sind von der antiken Stadt kaum Reste erhalten geblieben.

## Wirtschaft und Infrastruktur
Das heutige Foça ist vom ausländischen Massentourismus weitgehend verschont geblieben und stellt stattdessen ein beliebtes Wochenend- und Ferien-Ausflugsziel der Einwohner von Izmir dar. Der Grund hierfür liegt vorrangig darin, dass sich die türkische Marine an einer direkt an den neuen Hafen angrenzenden Bucht stationiert hat und so eine Ausdehnung des Ortes an der Küste weitgehend verhindert wurde.
In Foça selbst blieb das ursprüngliche Flair erhalten, obwohl auch hier in den letzten beiden Jahrzehnten Ferienhäuser, einige Pensionen und zwei Hotels entstanden sind. Im malerischen Hafen reiht sich ein Fisch-Restaurant an das andere. Hier treffen sich am Wochenende vor allem Einheimische aus Izmir, die dem Trubel der Großstadt entfliehen wollen. Das typische Publikum setzt sich aus der gehobenen türkischen Mittelschicht zusammen: Lehrer, Künstler, Musiker, Ingenieure treffen sich hier.
Wer länger Urlaub macht, zieht Yenifoça ca. 20 km nördlich vor, das landschaftlich nicht so spektakulär liegt, aber ausreichend Hotels und Ferienanlagen für in- und ausländische Touristen bietet.
Bekannt ist Foça auch durch die Sirenen-Inseln, die bereits Homer in seiner Odyssee beschrieben hat. Heute sind sie jedoch mehr dadurch bekannt, dass dort einige der letzten Mönchsrobben des Mittelmeeres leben. Aus diesem Grund darf man die Sirenen-Inseln auch nur noch aus der Ferne betrachten. Sie sind unbewohnt und werden von der einheimischen Bevölkerung dazu genutzt, eine kleine Anzahl Ziegen auszusetzen, die sich von der sehr kargen Vegetation und dem Morgentau als Flüssigkeit ernähren können, da die Inseln über keine natürlichen Wasservorräte verfügen.

## Persönlichkeiten
- Fikret Adanır (* 1941), Historiker

## Galerie

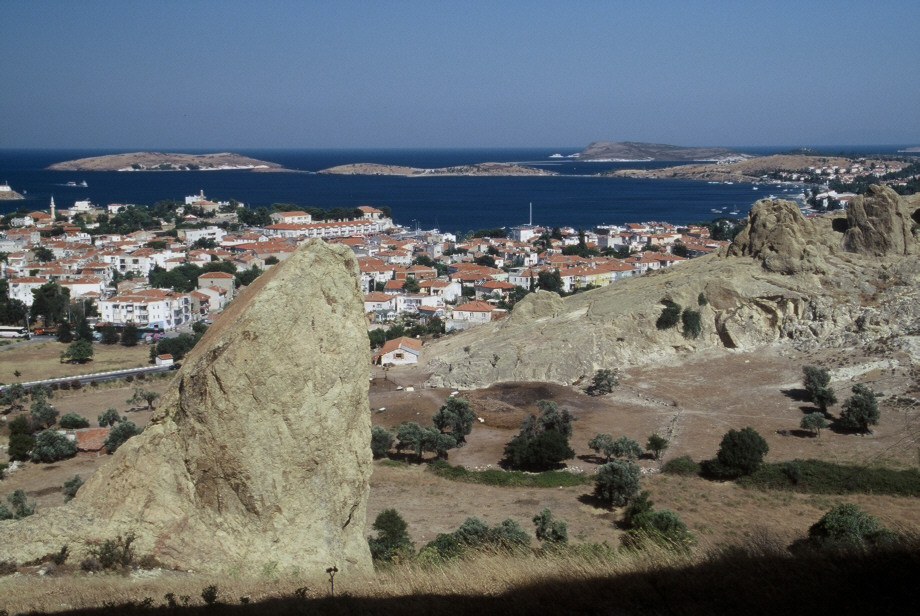
Eski Foça, Blick über die Altstadt zu den Sirenen-Inseln
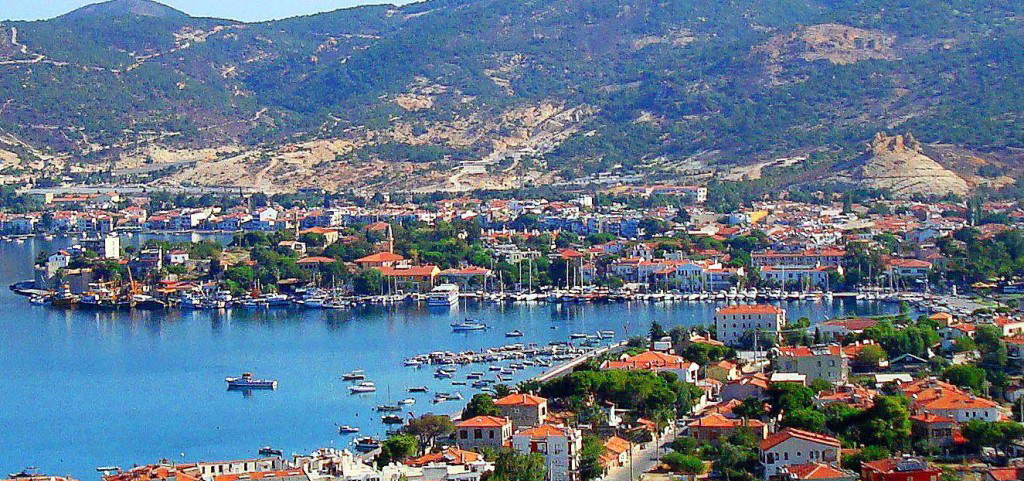
Blick auf Foça
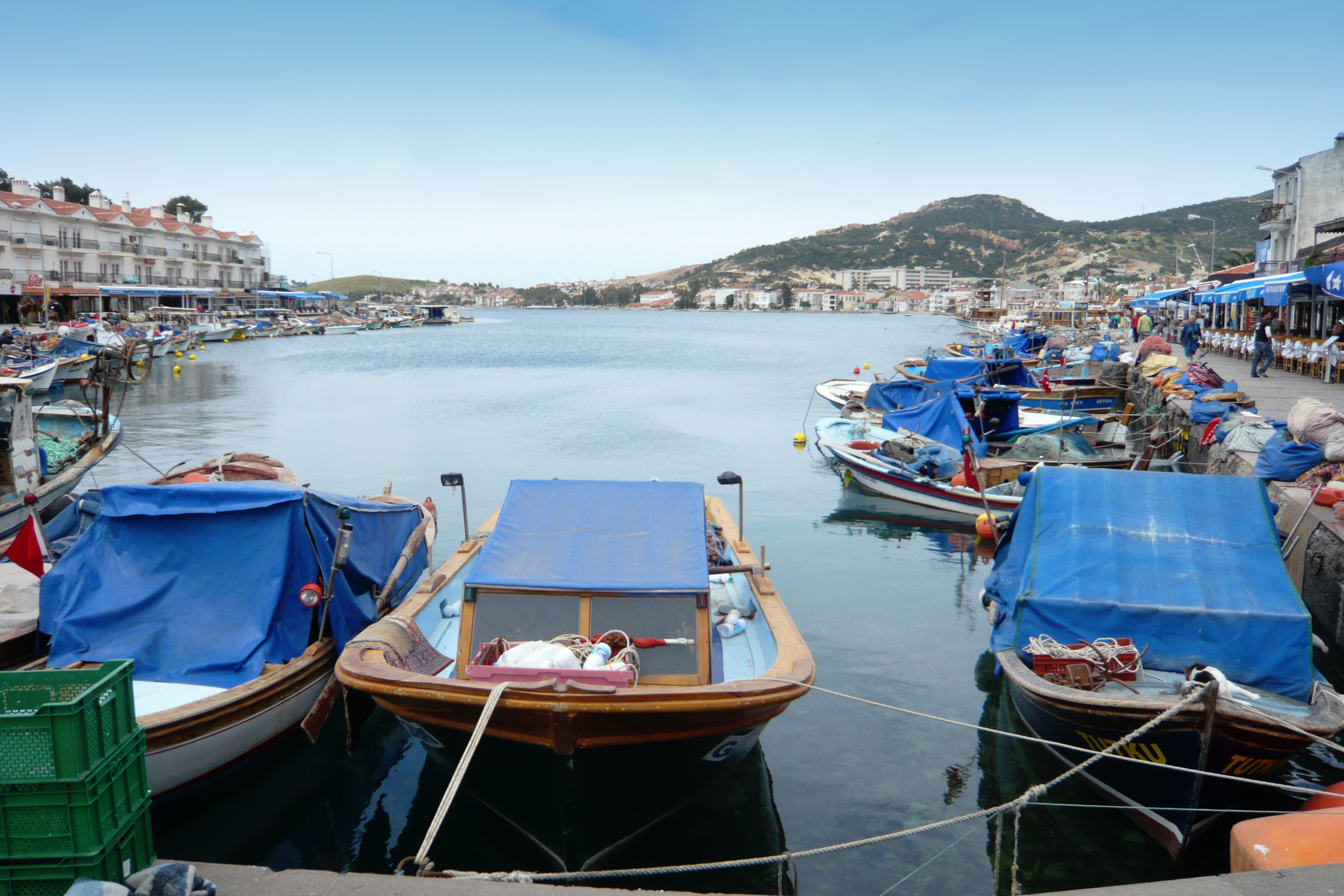
Hafen von Foça
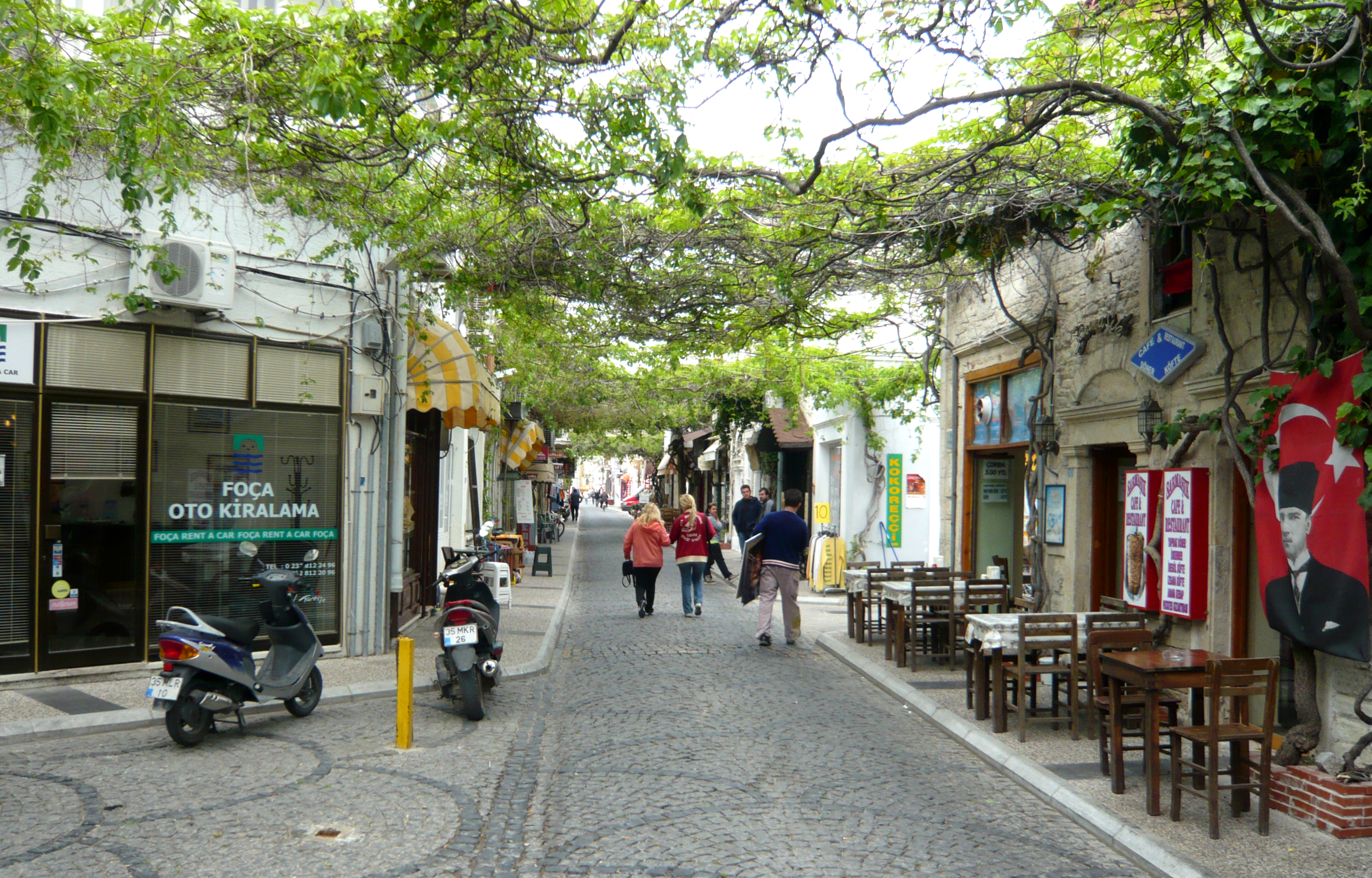
Basar von Foça